# La Seu d'Urgell
La Seu d'Urgell (em catalão e oficialmente) ou Seo de Urgel (em castelhano) é um município da Espanha na província de Lérida, comunidade autónoma da Catalunha. Tem 15,4 km² de área e em 2021 tinha 12 252 habitantes (densidade: 795,6 hab./km²).
É a capital da comarca de Alto Urgel e a sede da Diocese de Urgel, cujo bispo é copríncipe de Andorra com o Presidente de França.

## Demografia
| Variação demográfica do município entre 1991 e 2004 [carece de fontes?] | Variação demográfica do município entre 1991 e 2004 [carece de fontes?] | Variação demográfica do município entre 1991 e 2004 [carece de fontes?] | Variação demográfica do município entre 1991 e 2004 [carece de fontes?] |
| ----------------------------------------------------------------------- | ----------------------------------------------------------------------- | ----------------------------------------------------------------------- | ----------------------------------------------------------------------- |
| 1991                                                                    | 1996                                                                    | 2001                                                                    | 2004                                                                    |
| 10374                                                                   | 10711                                                                   | 10887                                                                   | 11921                                                                   |